# دريمة
دَرِيمَة جنس من النباتات المزهرة في الفصيلة البقولية.